# قرق (ساری)
قرق، روستایی بود از توابع بخش مرکزی شهرستان ساری در استان مازندران ایران، که در سال ۱۳۹۵ به شهر ساری الحاق شد و اکنون یکی از محلات منطقه ۲ شهرداری ساری بشمار می‌رود.

## جمعیت
این محله در شهر ساری قرار داشته و براساس آخرین سرشماری مرکز آمار ایران که در سال ۱۳۸۵ صورت گرفته، جمعیت آن ۶۰۴۶نفر (۱۶۳۴خانوار) بوده‌است.